# ليتيسيا كاستا
لاتيسيا ماري لور كاستا (بالإنجليزية: Laetitia Marie Laure Casta)‏، وُلدت في 11 مايو 1978، هي عارضة أزياء وممثلة فرنسية، برز اسمها في عالم الموضة والسينما منذ التسعينيات وحتى اليوم.
بدأت كاستا مسيرتها المهنية عام 1993 عندما أصبحت إحدى عارضات علامة "GUESS؟"، وهو ما منحها أولى خطواتها نحو الشهرة العالمية. وبلغت شهرتها ذروتها عندما أصبحت "ملاكًا" لعلامة فيكتوريا سيكريت بين عامي 1998 و2000، كما اختيرت لتكون الوجه الإعلاني لشركة مستحضرات التجميل العالمية لوريال.
ظهرت كاستا على أغلفة أكثر من 250 مجلة عالمية مرموقة، من بينها كوزموبوليتان، فوغ، رولينغ ستون، إيل وغلامور. كما شاركت في عروض أزياء لأشهر المصممين العالميين، مثل: إيف سان لوران، جان بول غوتييه، شانيل، ديور، دولتشي آند غابانا، باكو رابان، كينزو، لويس فويتون، كريستيان لاكروا، روبرتو كافالي، جاكيموس، رالف لورين، وفيفيان ويستوود.
في مجال التمثيل، بدأت كاستا مشوارها السينمائي بفيلم أستيريكس وأوبيليكس ضد قيصر (1999). ثم توالت مشاركاتها في أفلام مثل مولودة عام 68 (2008)، ووجه (2009). وقد حظيت بإشادة نقدية واسعة عن دورها في فيلم غينسبورغ: حياة بطولية (2010)، الذي رشحت عنه لجائزة سيزار لأفضل ممثلة مساعدة. من أبرز أعمالها اللاحقة: التحكيم (2012)، رجل وفيّ (2018)، والحملة الصليبية (2021).

## وصلات خارجية
- الصفحة الرسمية لليتيسيا كاستا
- ليتيسيا كاستيا على The Vogue List
- ليتيسيا كاستيا على قاعدة بيانات الأفلام على الإنترنت

- الموقع الرسمي
- Laetitia Casta  على فيسبوك.
- ليتيسيا كاستا على موقع IMDb (الإنجليزية)
- ليتيسيا كاستا على موقع روتن توميتوز (الإنجليزية)
- ليتيسيا كاستا على موقع مونزينجر (الألمانية)
- ليتيسيا كاستا على موقع ألو سيني (الفرنسية)
- ليتيسيا كاستا على موقع ميوزك برينز (الإنجليزية)
- ليتيسيا كاستا على موقع تيرنر كلاسيك موفيز (الإنجليزية)
- ليتيسيا كاستا على موقع أول موفي (الإنجليزية)
- ليتيسيا كاستا على موقع قاعدة بيانات الأفلام السويدية (السويدية)
- ليتيسيا كاستا على موقع إن إن دي بي (الإنجليزية)
- ليتيسيا كاستا على موقع قاعدة بيانات الفيلم (الإنجليزية)